# Oldenlandia scabra
Oldenlandia scabra là một loài thực vật có hoa trong họ Thiến thảo. Loài này được (Wall. ex Kurz) Kuntze mô tả khoa học đầu tiên năm 1891.